# Ross Price
Ross Edward Price (ur. 19 lutego 1929) – australijski lekkoatleta, sprinter, medalista igrzysk Imperium Brytyjskiego w 1950.
Zdobył złoty medal w sztafecie 4 × 440 jardów, która biegła w składzie: Edwin Carr, George Gedge, James Humphreys i Price, na igrzyskach Imperium Brytyjskiego w 1950 w Auckland. Na tych samych igrzyskach Price zajął 5. miejsce w finale biegu na 440 jardów.
Był wicemistrzem Australii w bieguh na 440 jardów w 1949/1950 i brązowym medalistą na tym dystansie w 1956/1957.
Był rekordzistą Australii w sztafecie 4 × 440 jardów z czasem 3:17,8, osiągniętym podczas igrzysk Imperium Brytyjskiego w Auckland 11 lutego 1950.